# 旅遊景點

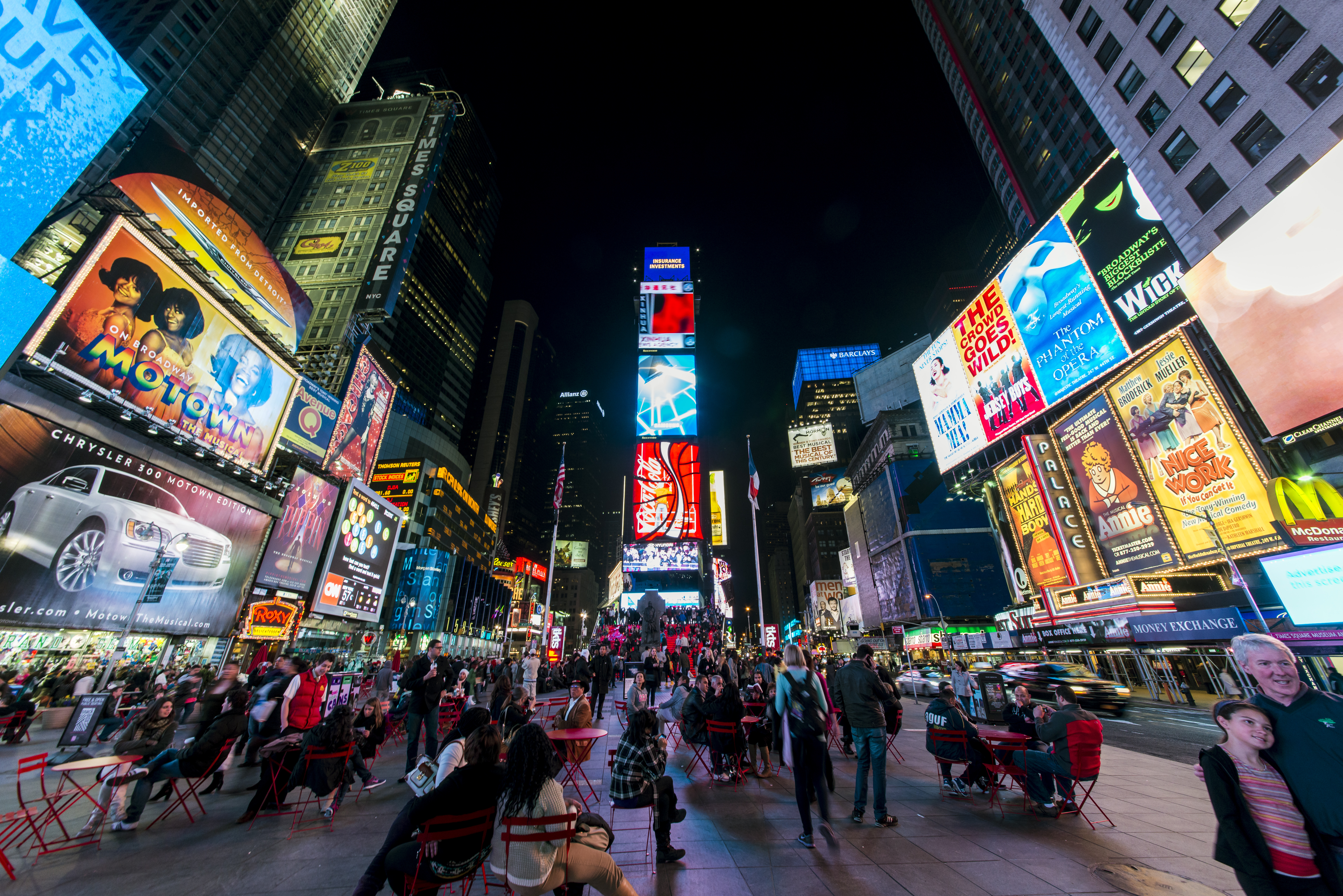
纽约曼哈頓中城區的時報廣場是百老匯劇院區與媒體中心的核心地段。而其行人交匯處亦為全球云云旅遊景點之中年均人流率最高之一，估計達5000萬。

杜拜哈利法塔是世界上最高的人造建築，為當地一個著名旅遊景點。

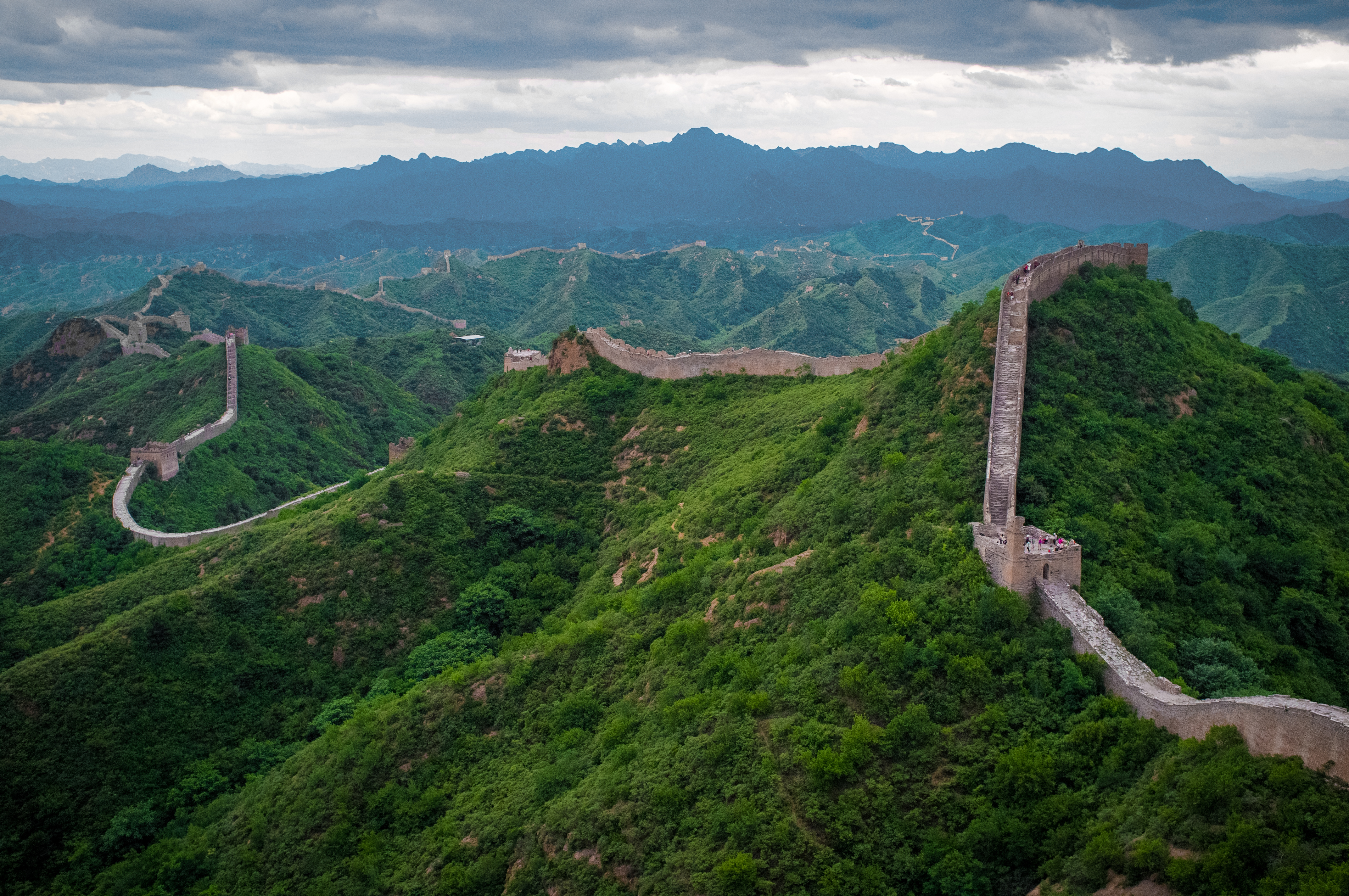
歷史悠久的中國長城是一個受歡迎的旅遊景點。

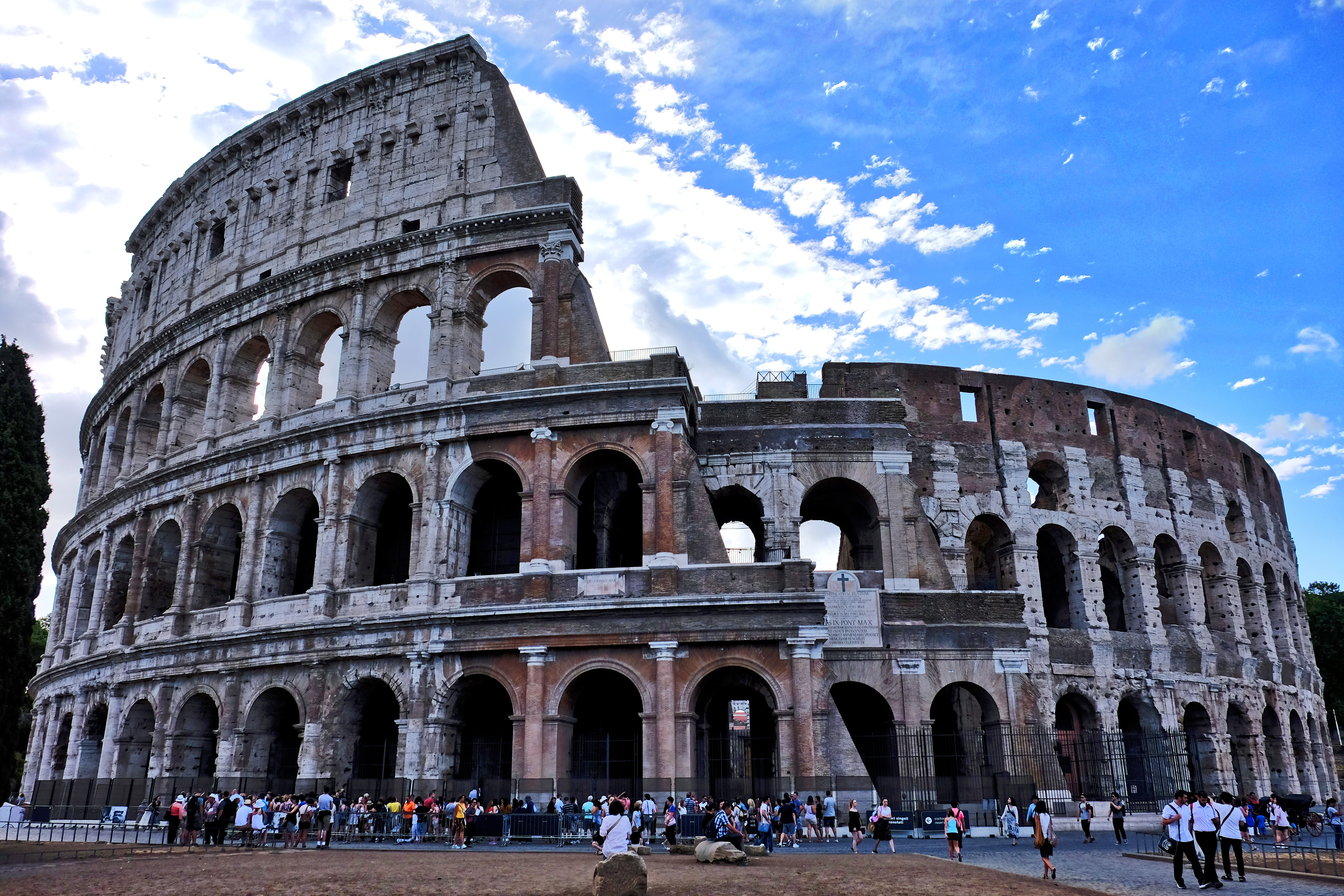
意大利羅馬的罗马斗兽场為全球最多遊客參觀的旅遊景點之一，每年接待約740萬遊客。

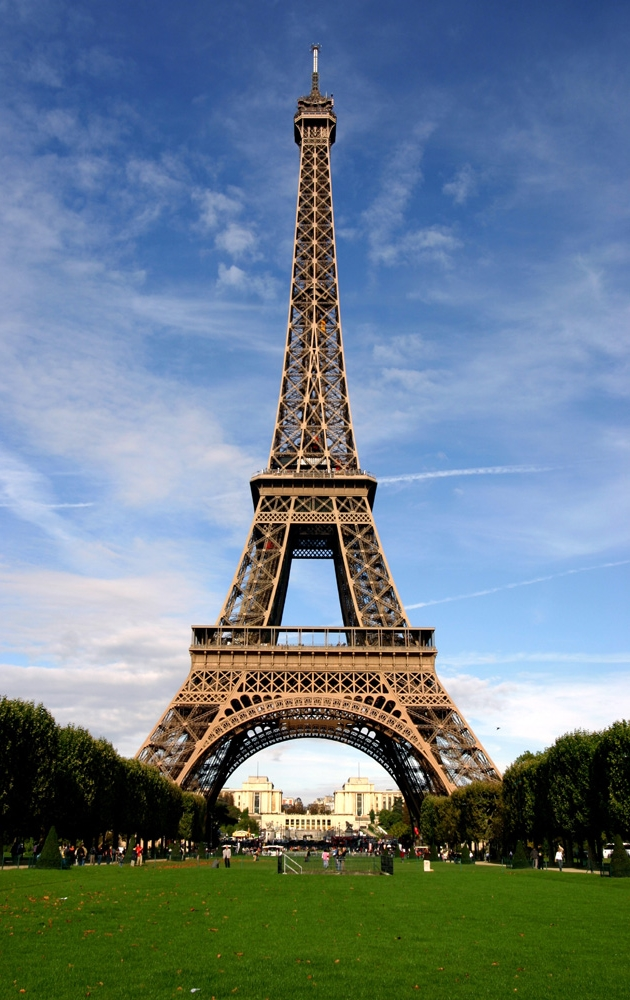
法国巴黎艾菲爾鐵塔為當地一個熱門旅遊熱點，每年有近700萬名遊客慕名而來。

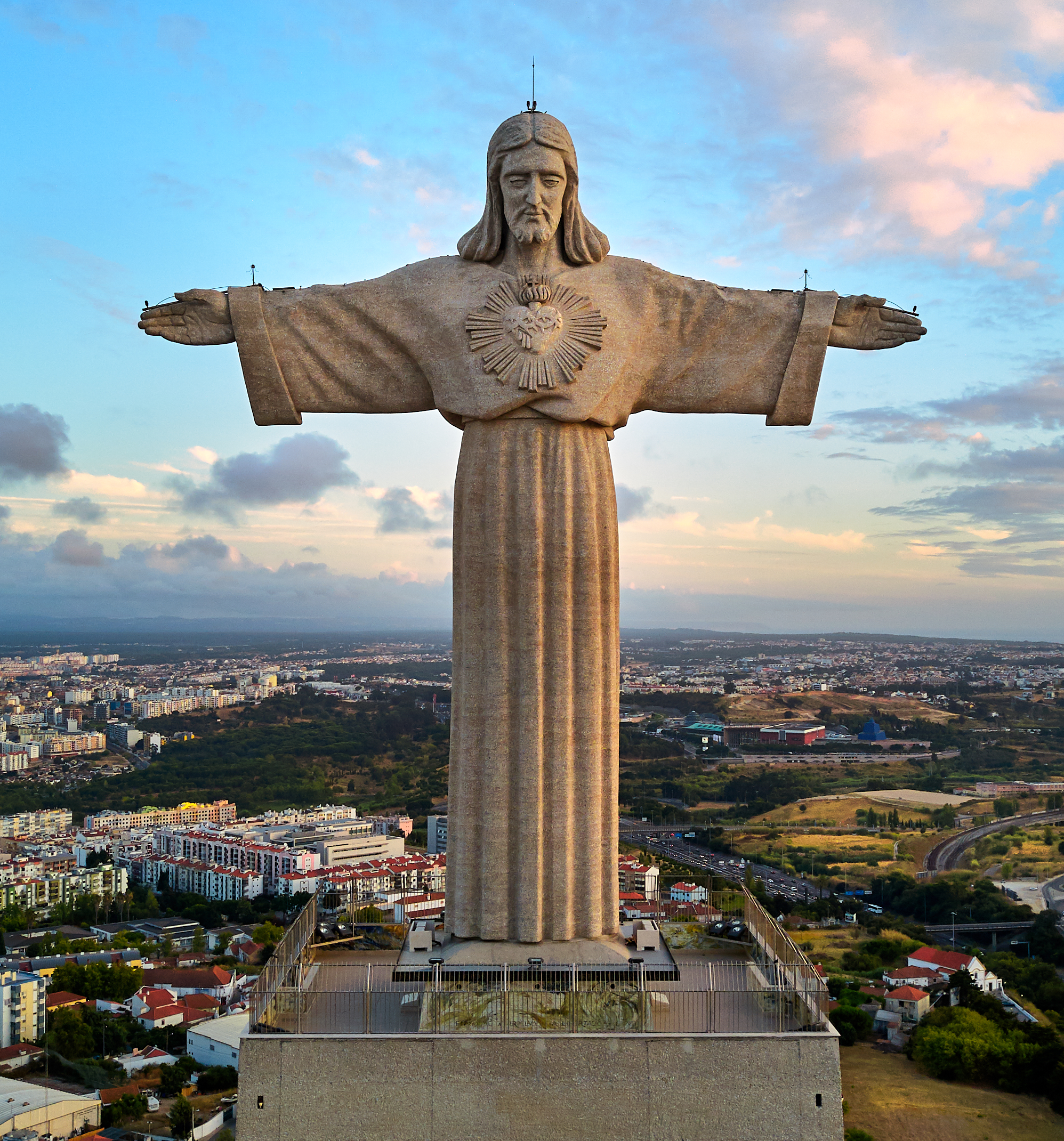
葡萄牙阿爾馬達的里斯本大耶穌像近年成為熱門旅遊景點。

旅遊景點（英語：Tourist attraction）是指遊客慕名參觀的景點，特別在於其固有或展現的自然或文化價值、歷史影響、自然或人造美，又或提供悠閒與娛樂。

## 種類

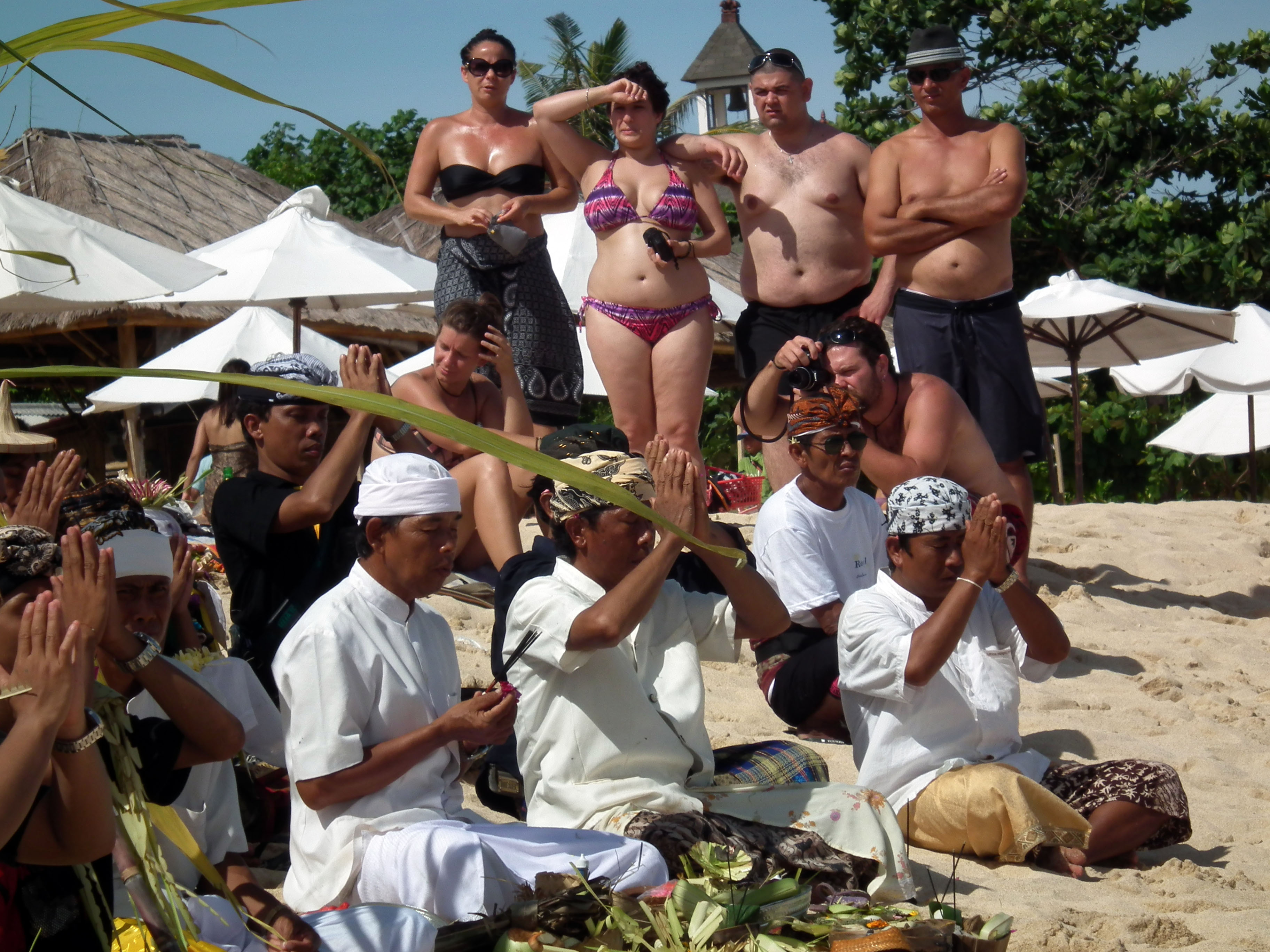
熱帶海灘及巴厘文化吸引遊客造訪這個熱門度假島，諸如於海邊祠廟進行的寧靜日儀式。

自然景觀如海灘、熱帶度假島、國家公园、山巒、沙漠及森林為遊人或會造訪的傳統旅遊景點。文化旅遊景點可包括歷史古蹟、紀念建築物、古廟、動物園、水族館、博物馆及美術館、植物園、建築物與結構體（如堡壘、城堡、图书馆、前監獄、摩天大樓及橋）、主題公園及狂歡節、生活歷史博物館、公共藝術（雕塑、塑像、壁畫）、記號、種族飛地社區、观光铁路、遊輪、紀念品、料理與文化活動。工廠導賞、工業遺跡、創意藝術與手工工作坊為文化產業（如產業旅遊與創意旅遊）下的產物。當中不少旅遊景點同時亦為地標。
旅遊景點亦可將民間傳說商業化，例如相傳位於新墨西哥州羅斯維爾附近的UFO墮機位置及蘇格蘭發現所謂的尼斯湖水怪。探索鬼怪亦能萌生旅遊觀光好去處。
少數族裔社群或會成為旅遊景點，如美國的唐人街及英國伦敦布里克斯頓的英籍黑人社區。
在美國，景點的擁有人及市場營銷商於高速公路及普通道路（尤其偏遠地區）旁豎立廣告牌，宣傳其旅遊景點。另通常亦會於公路服務區、資訊中心、快餐店及汽車旅館房間或大堂展陳的免費宣傳小冊子中包含一些旅遊景點的宣傳。
當部份旅遊景點為旅客以合理的入場費（甚至免費）提供一個難忘的體驗，部份景點或會收取較高的價格卻換來質素低劣的商品及服務（諸如入場費、餐飲與紀念品費用）以圖從旅客獲得最大的商業利益。這些地方通常被稱為遊客陷阱。
於城內，搭乘客船及觀光巴士亦不時受遊客歡迎。

## 示例

### 人造景點

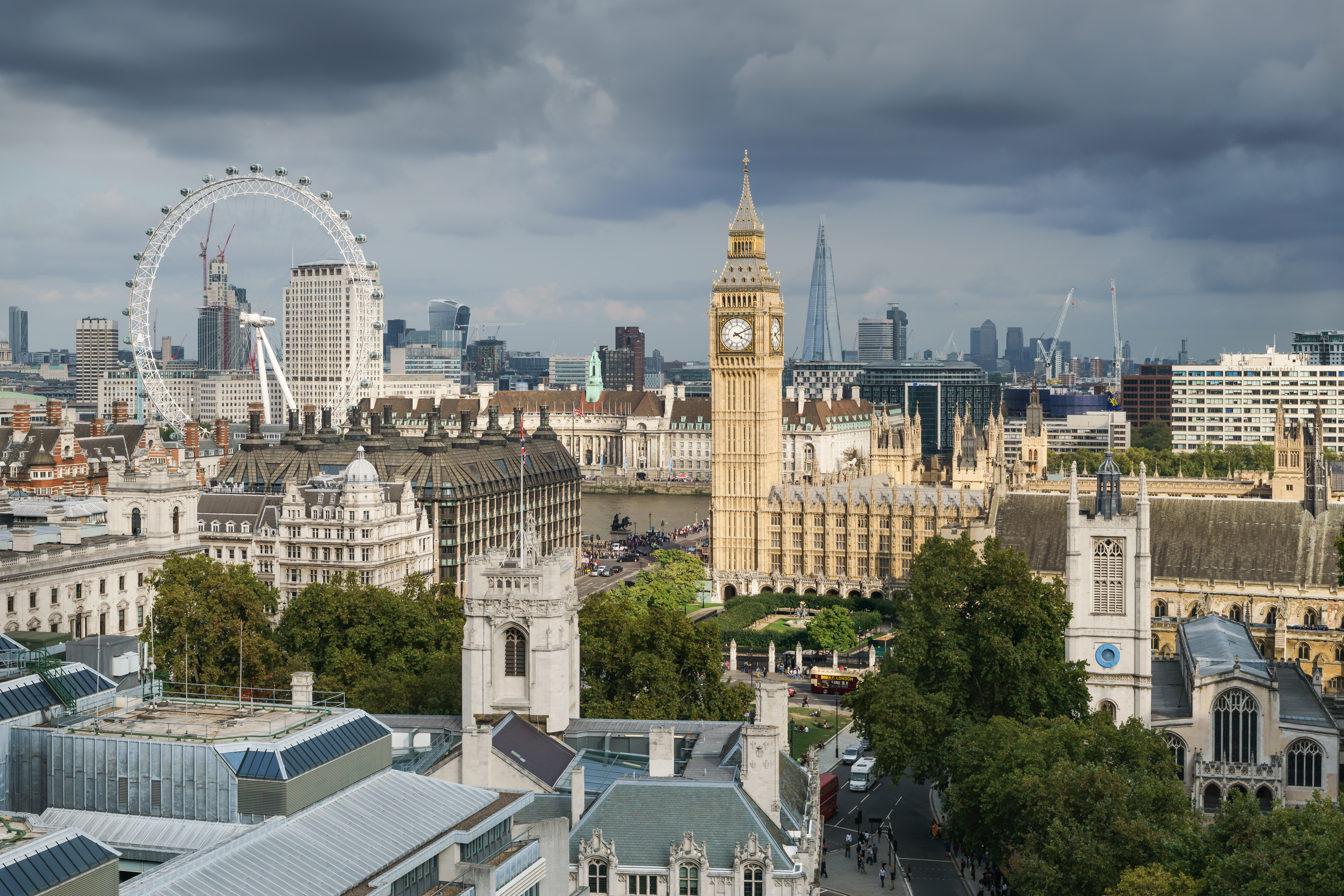
倫敦眼、西敏宮以及碎片大廈皆是英國倫敦著名的旅遊景點。
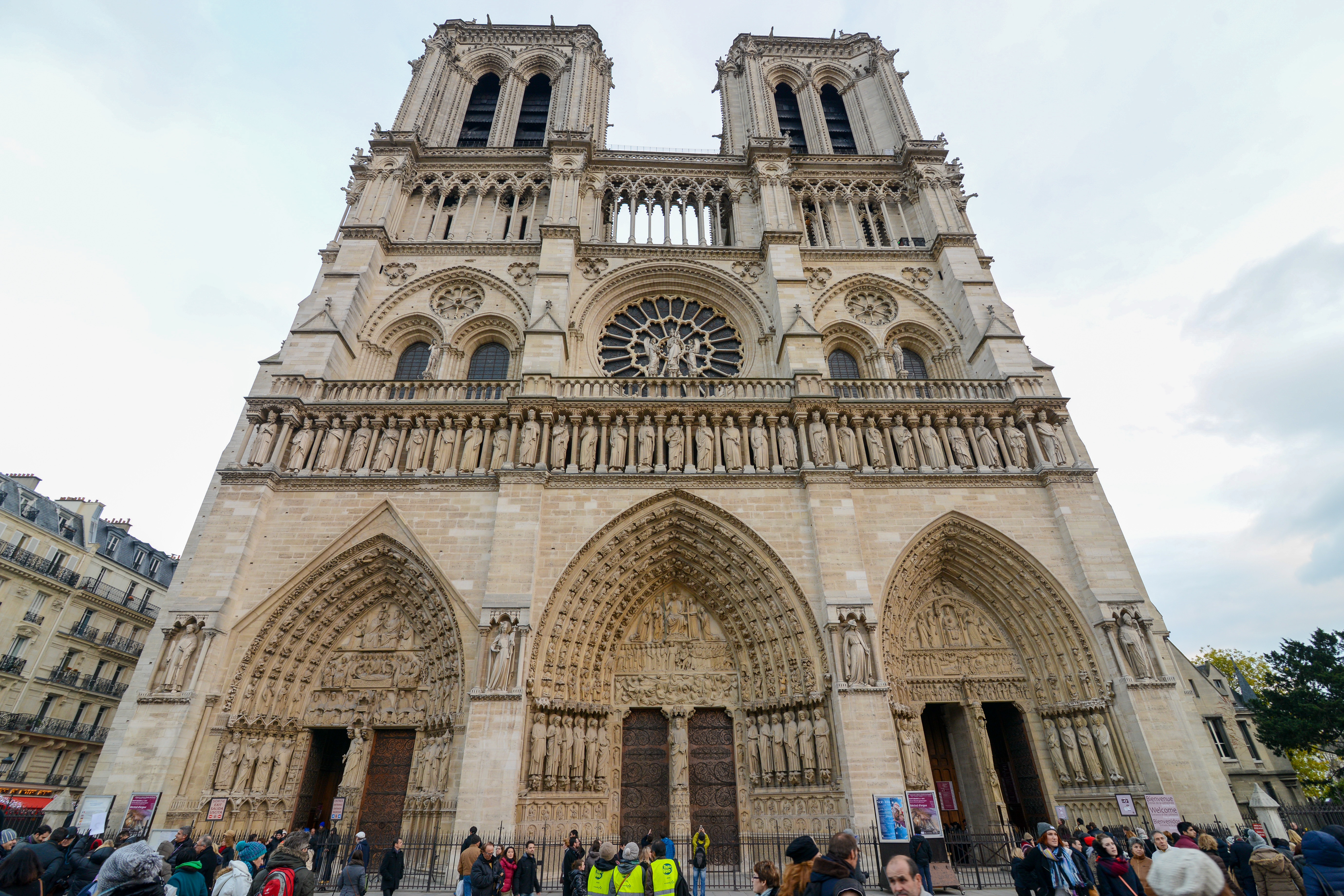
截至2019年，巴黎圣母院每年迎接1300至1400萬遊客。
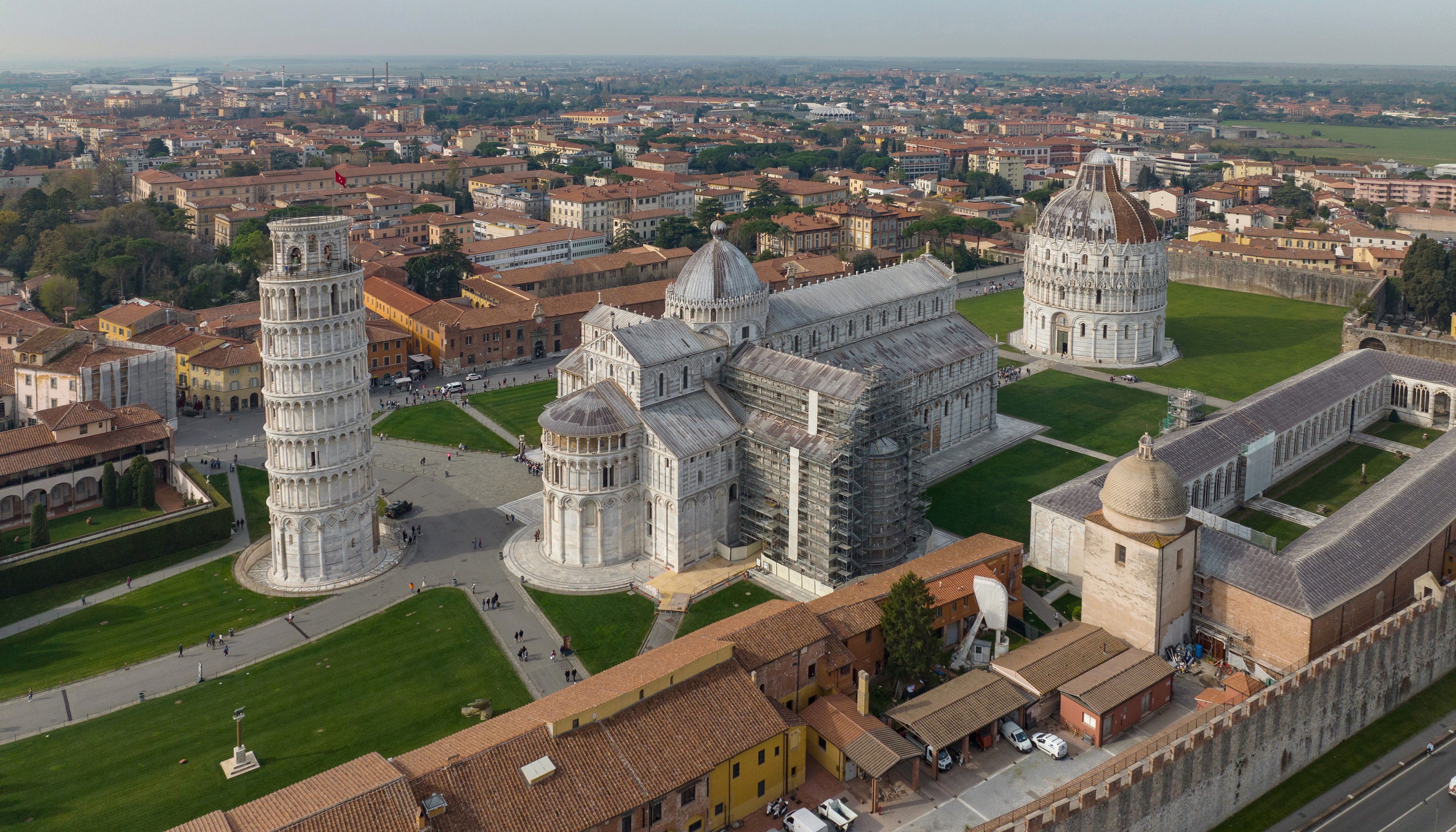
比萨奇蹟廣場是義大利知名的旅遊景點之一。
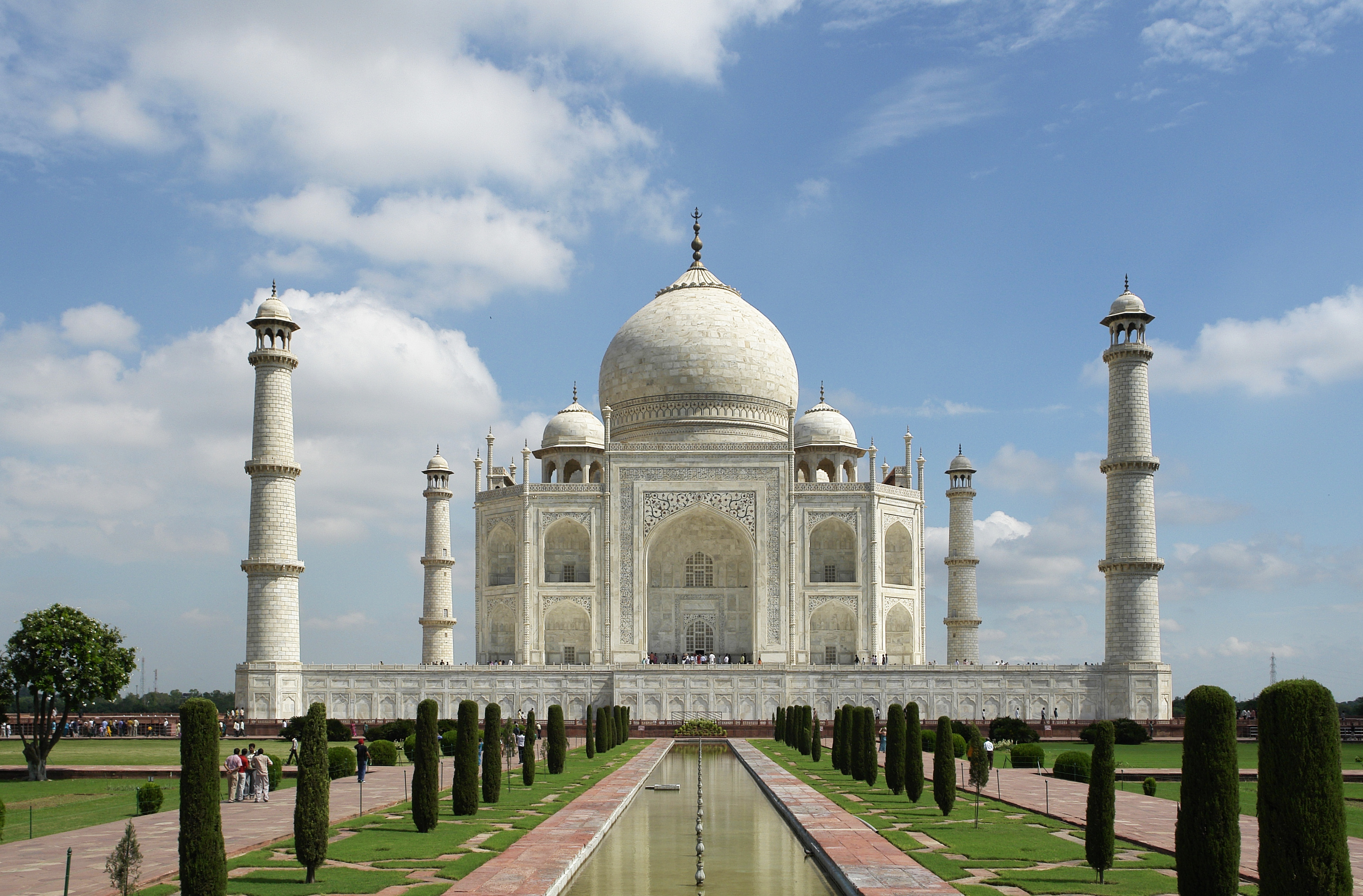
阿格拉泰姬陵，每年有超過7-8百萬人蒞臨參訪。
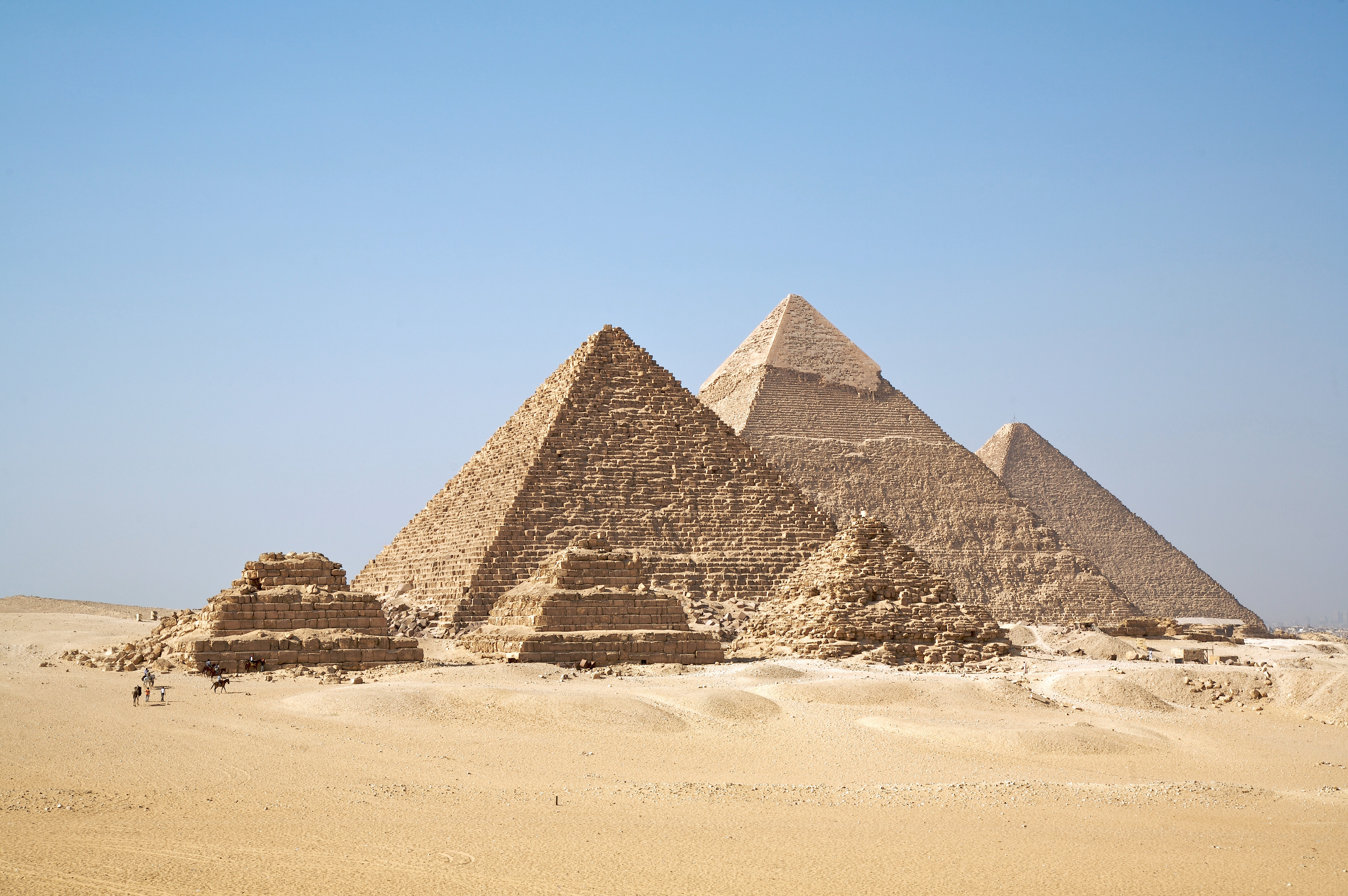
埃及金字塔自古以來即是世界上最重要的景點之一。

### 自然旅遊景點

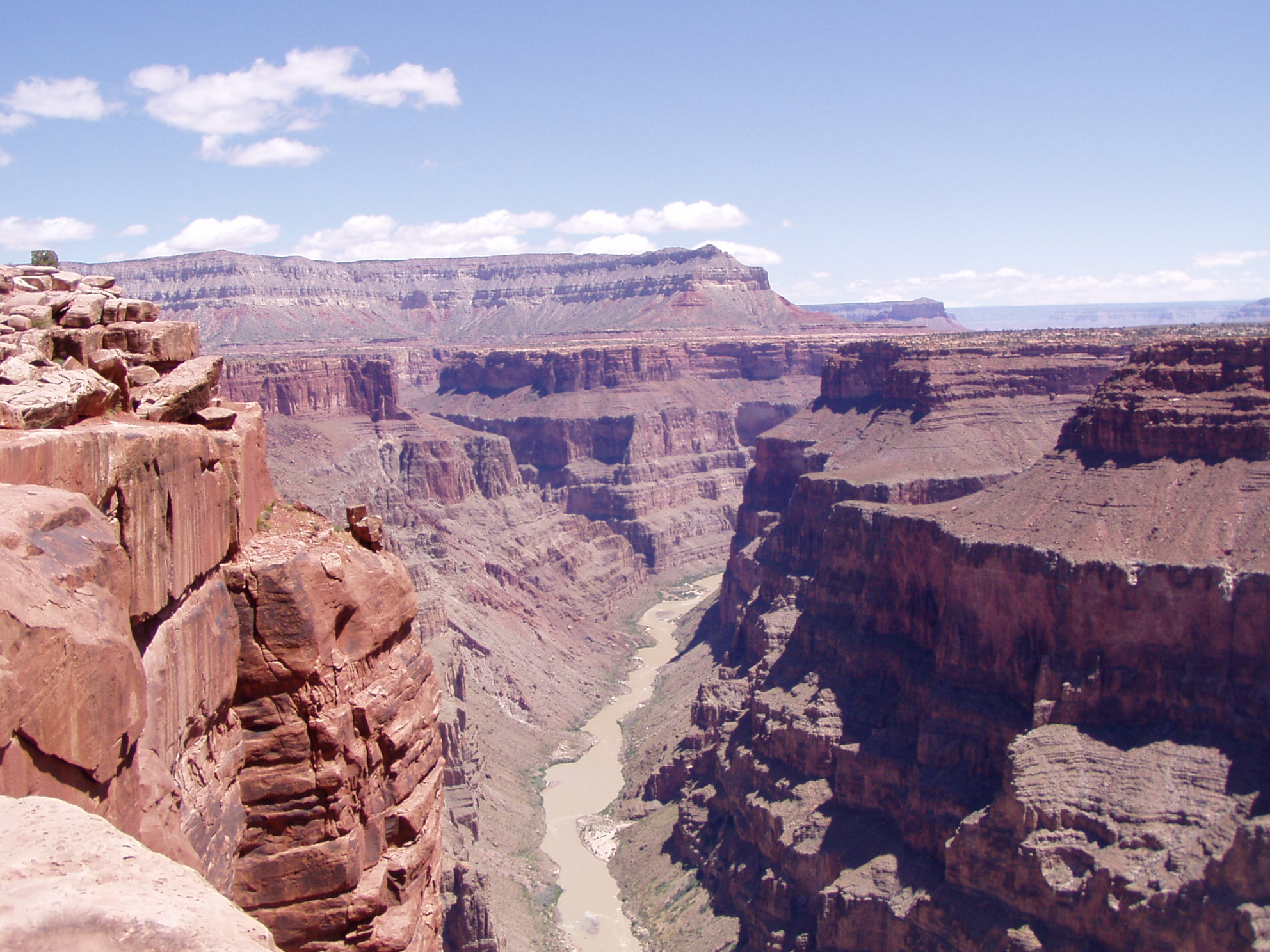
美國亞利桑那州大峽谷，以其深邃景色而聞名於世的自然奇觀。
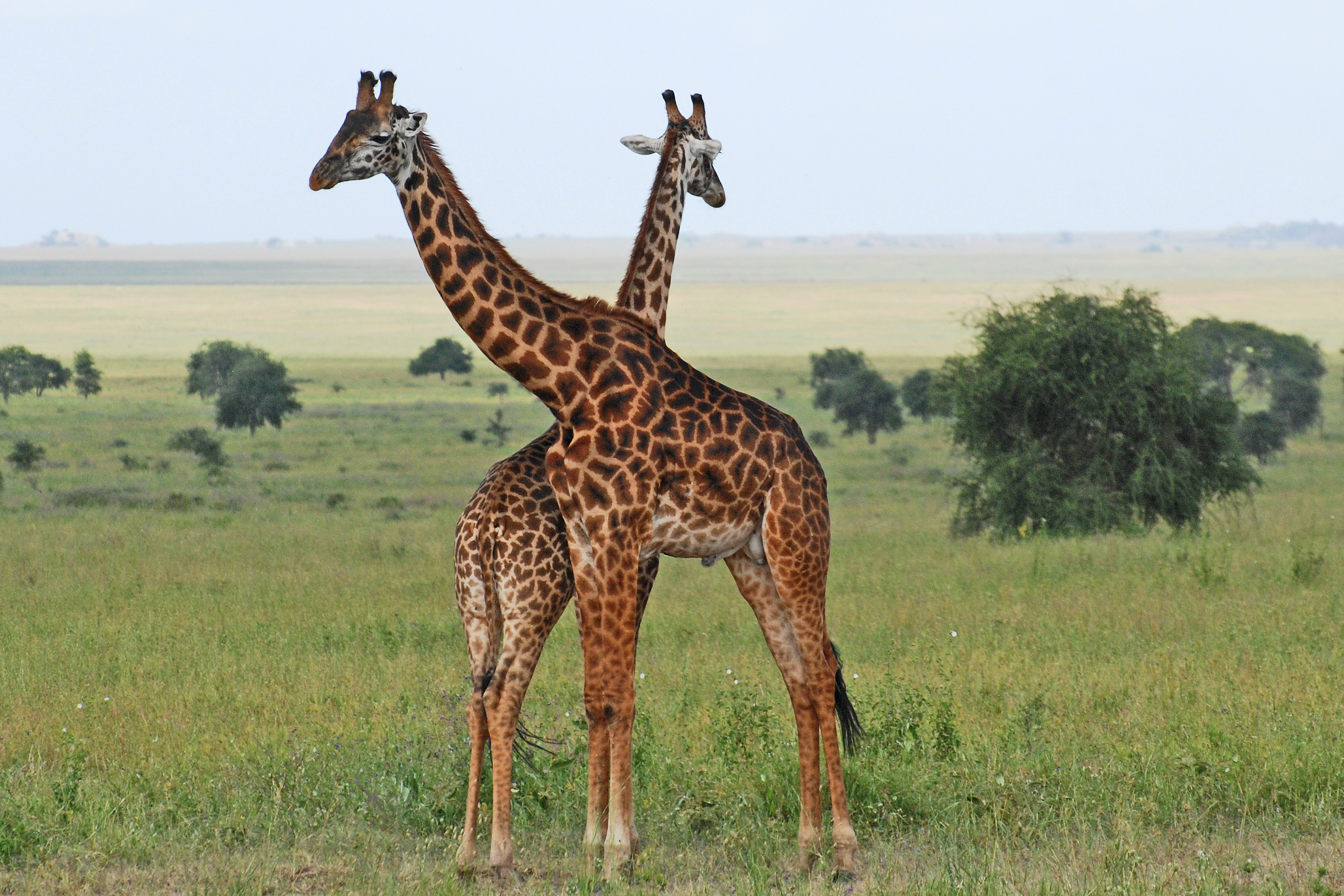
非洲塞倫蓋蒂，是世界上規模最大和最著名的國家公園之一。
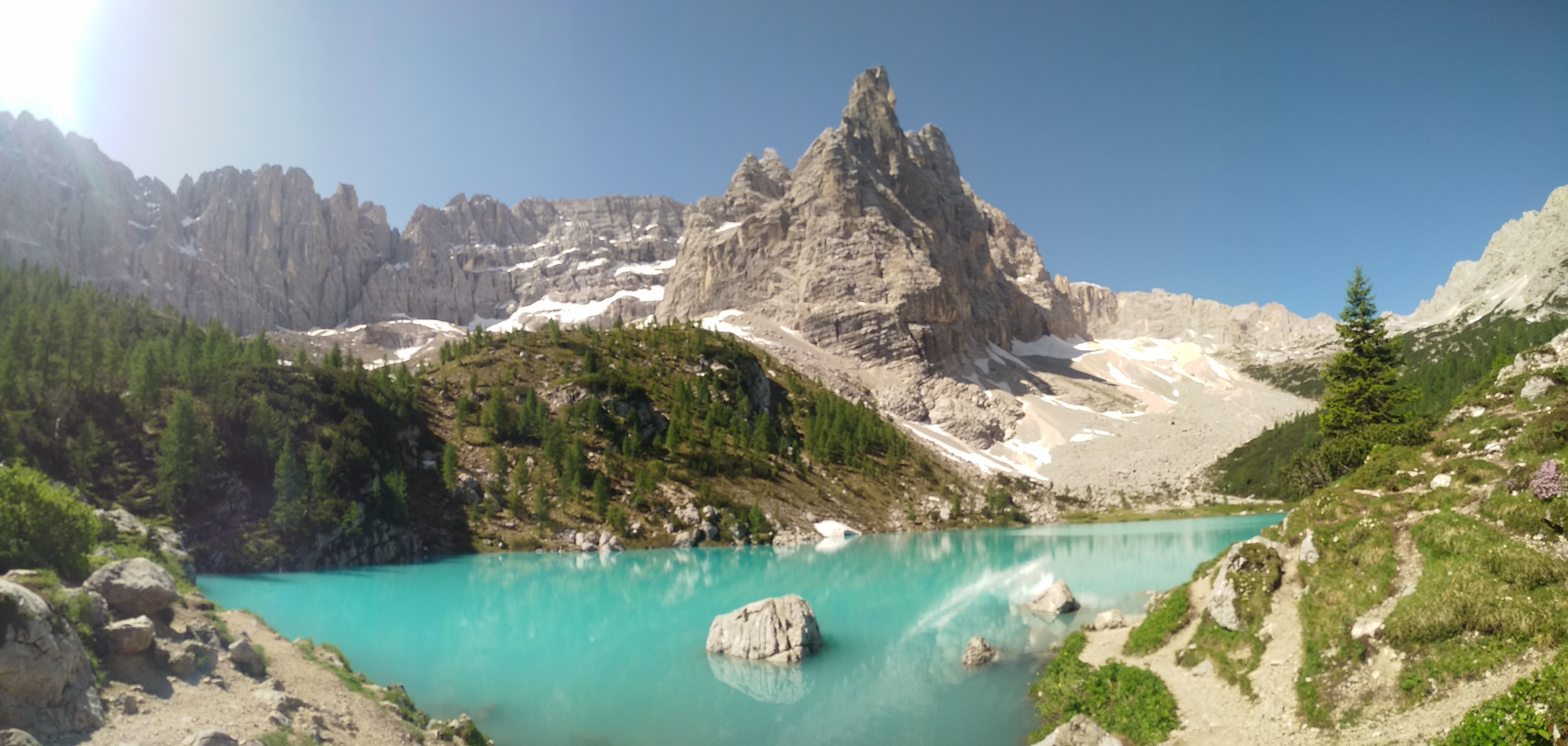
意大利多洛米蒂山脈的索拉皮斯湖（英语：Lake Sorapiss），依靠步行才能抵達的自然景點。
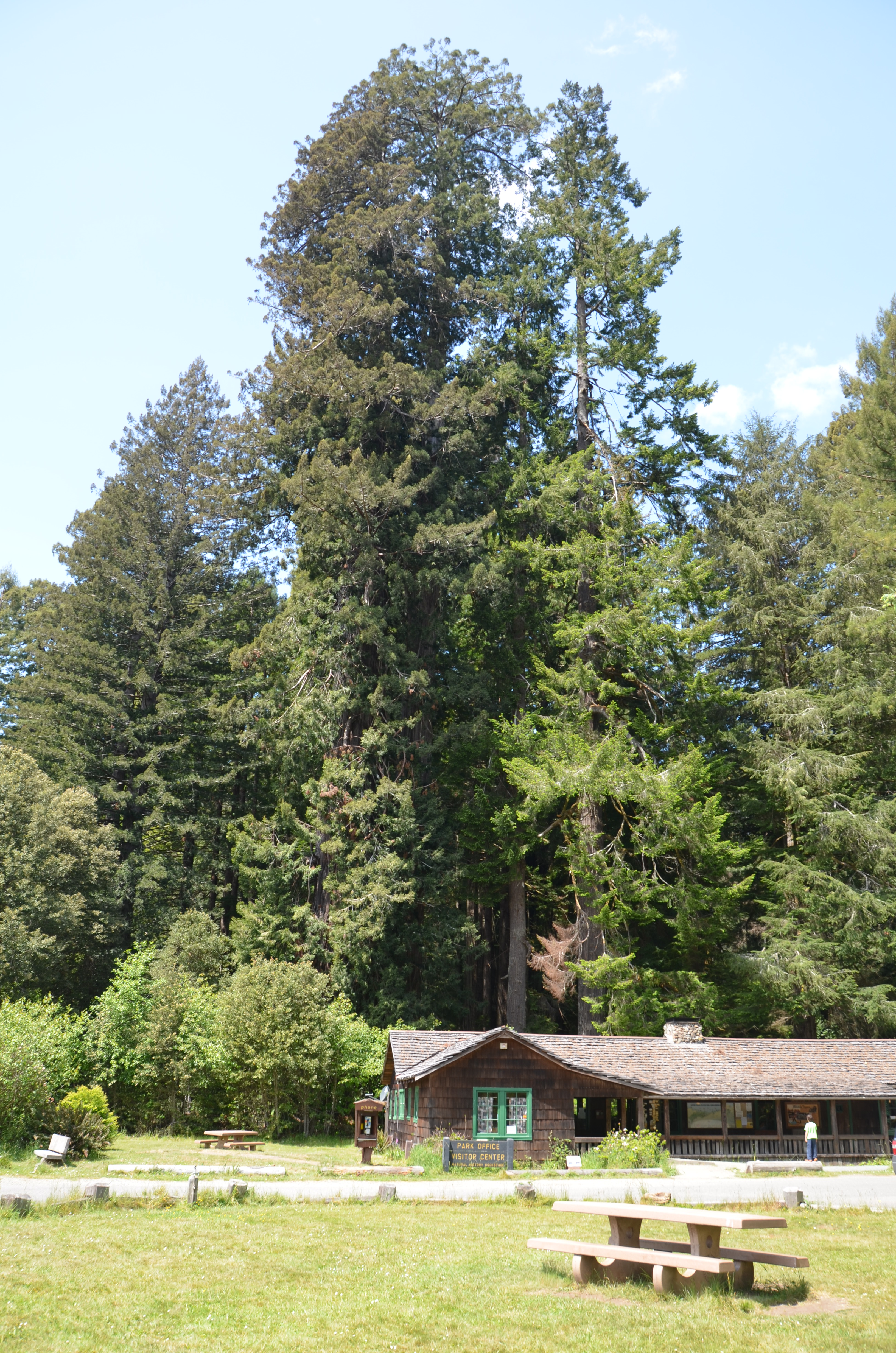
美國加利福尼亞州紅木國家公園和州立公園。
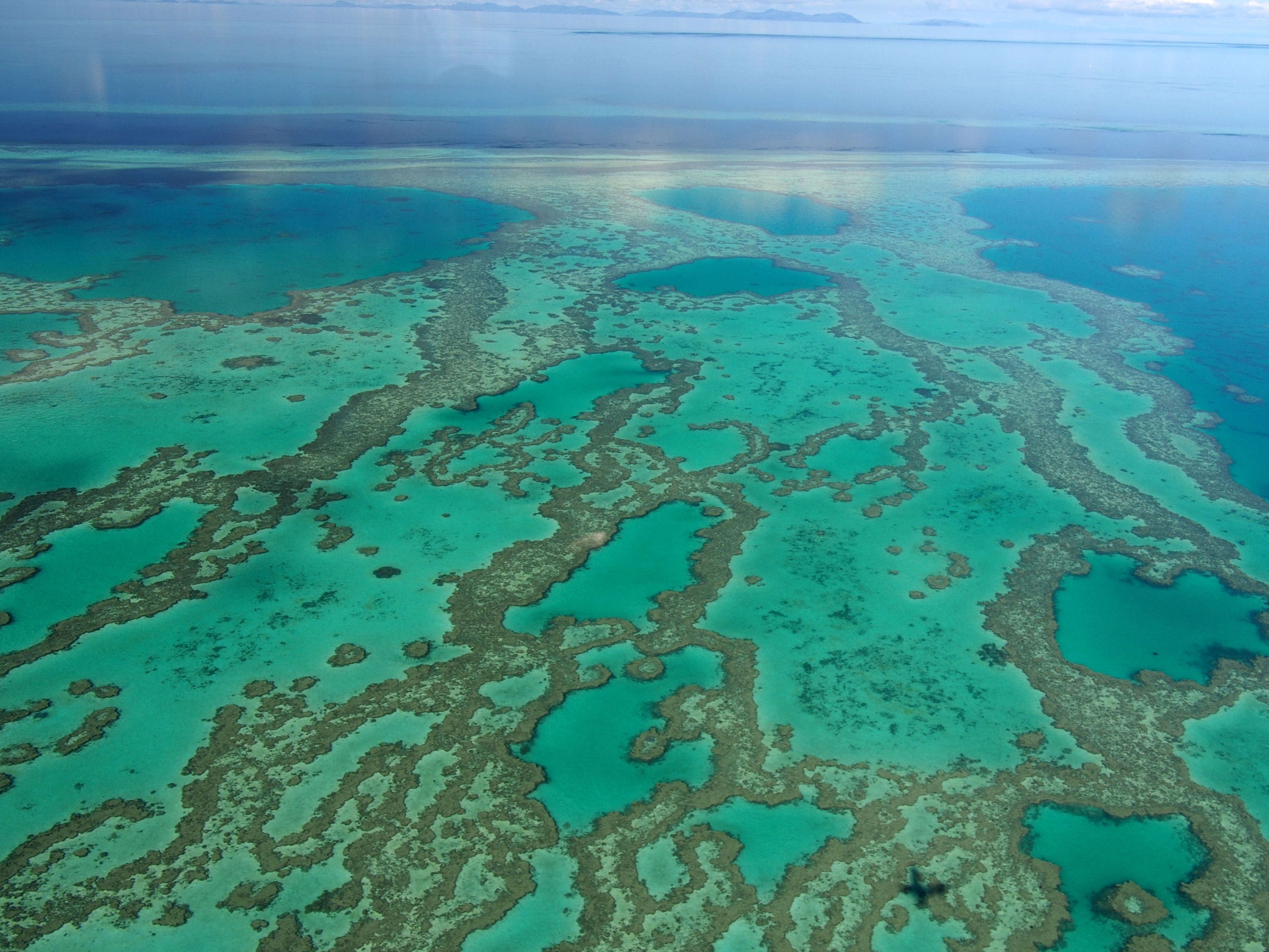
澳洲大堡礁，瀕臨滅絕的自然奇觀。
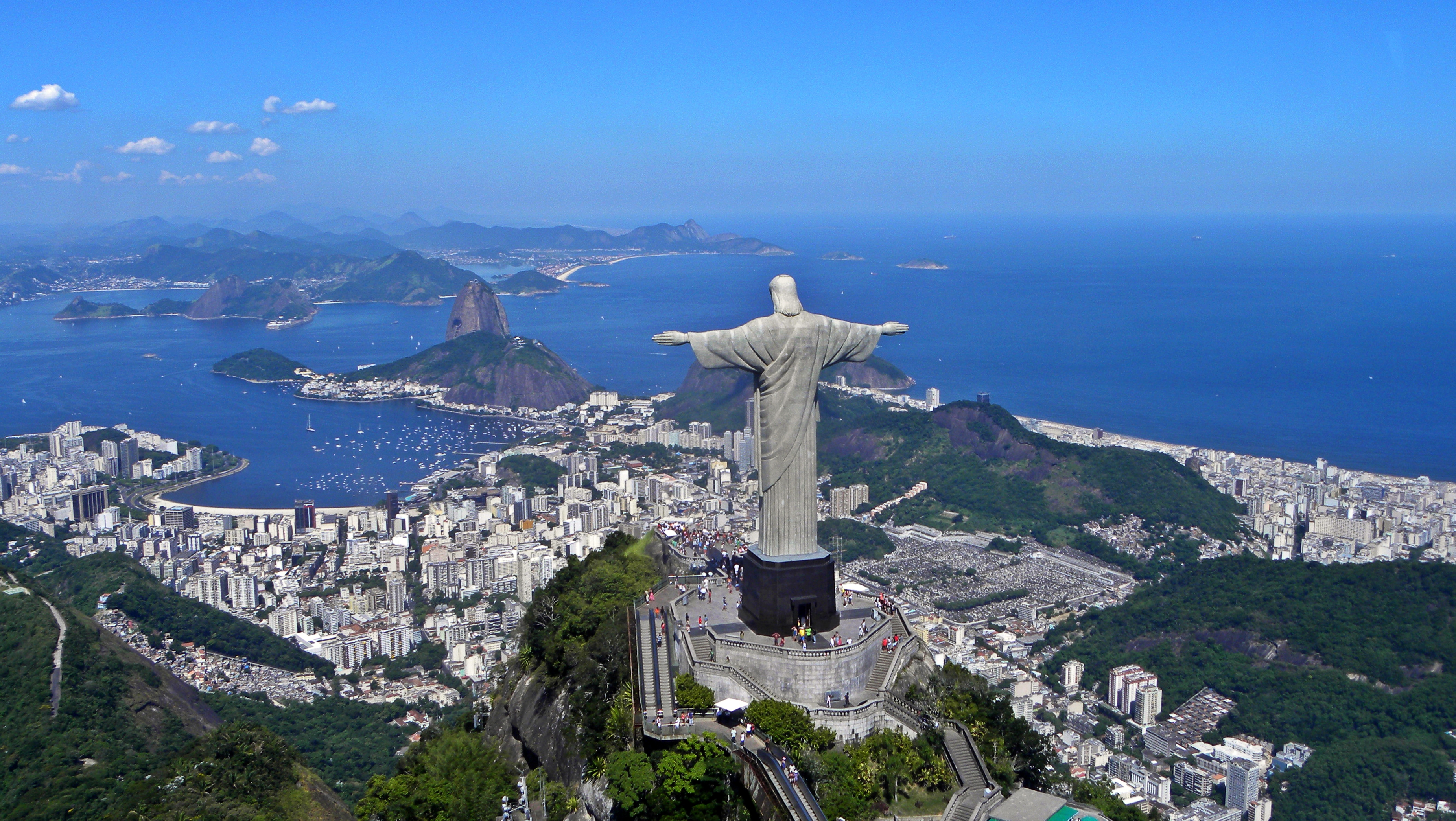
巴西里約熱內盧附近的海灣地區——海洋、海灘和陡峭的山脈以及叢林。
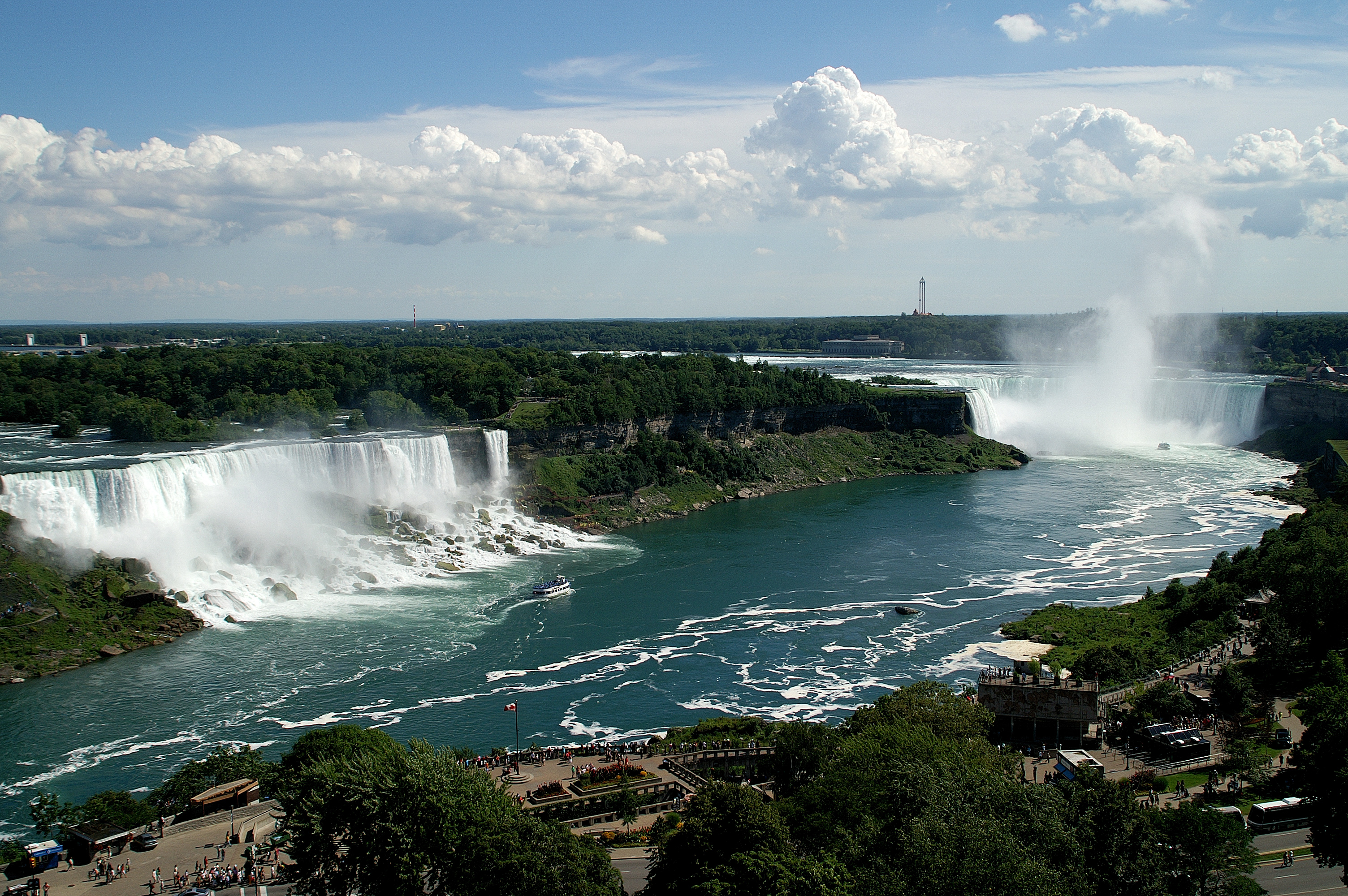
美國、加拿大邊境的尼加拉大瀑布

### 文化旅遊景點

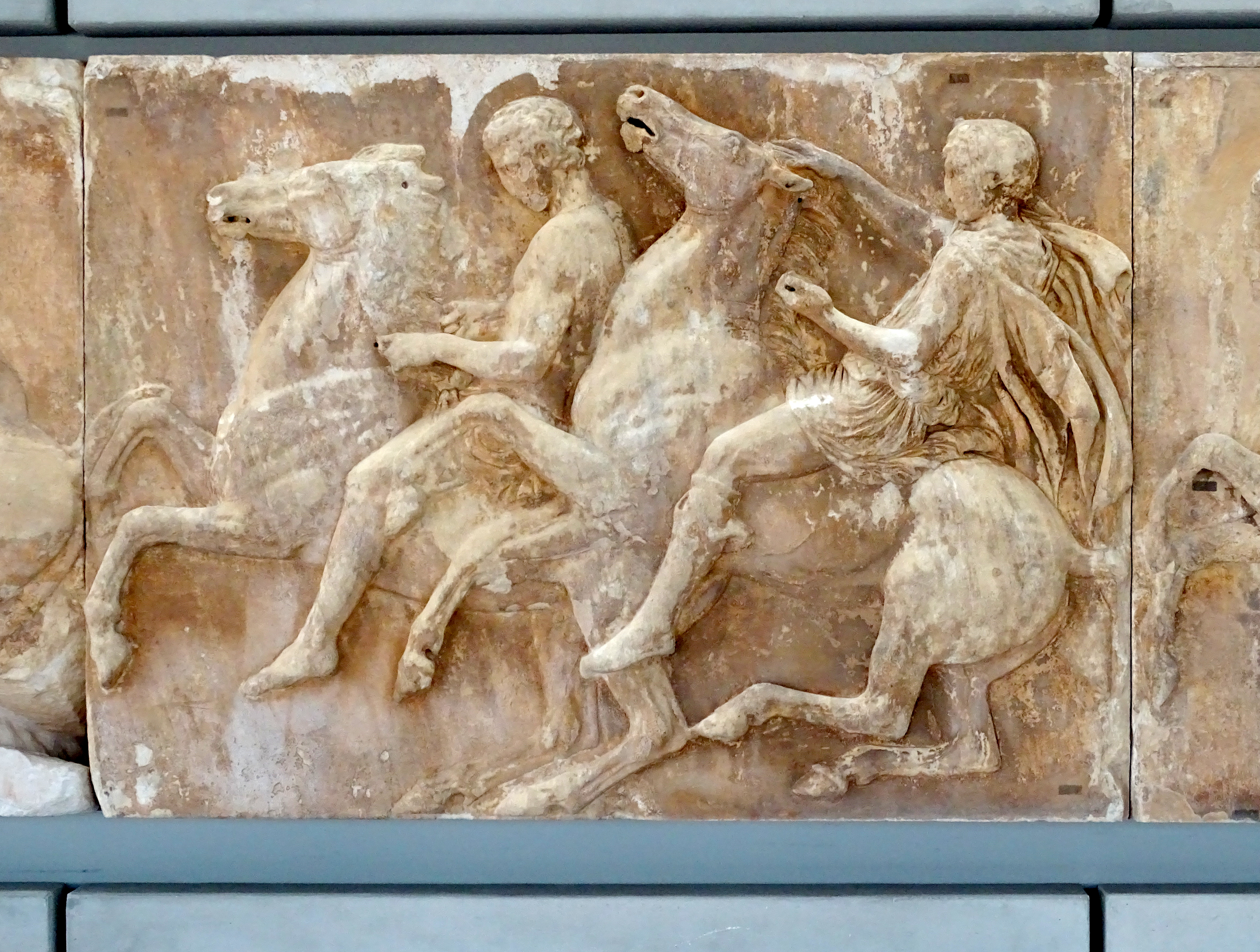
雅典的卫城博物馆，展示雅典衛城的發現物品。
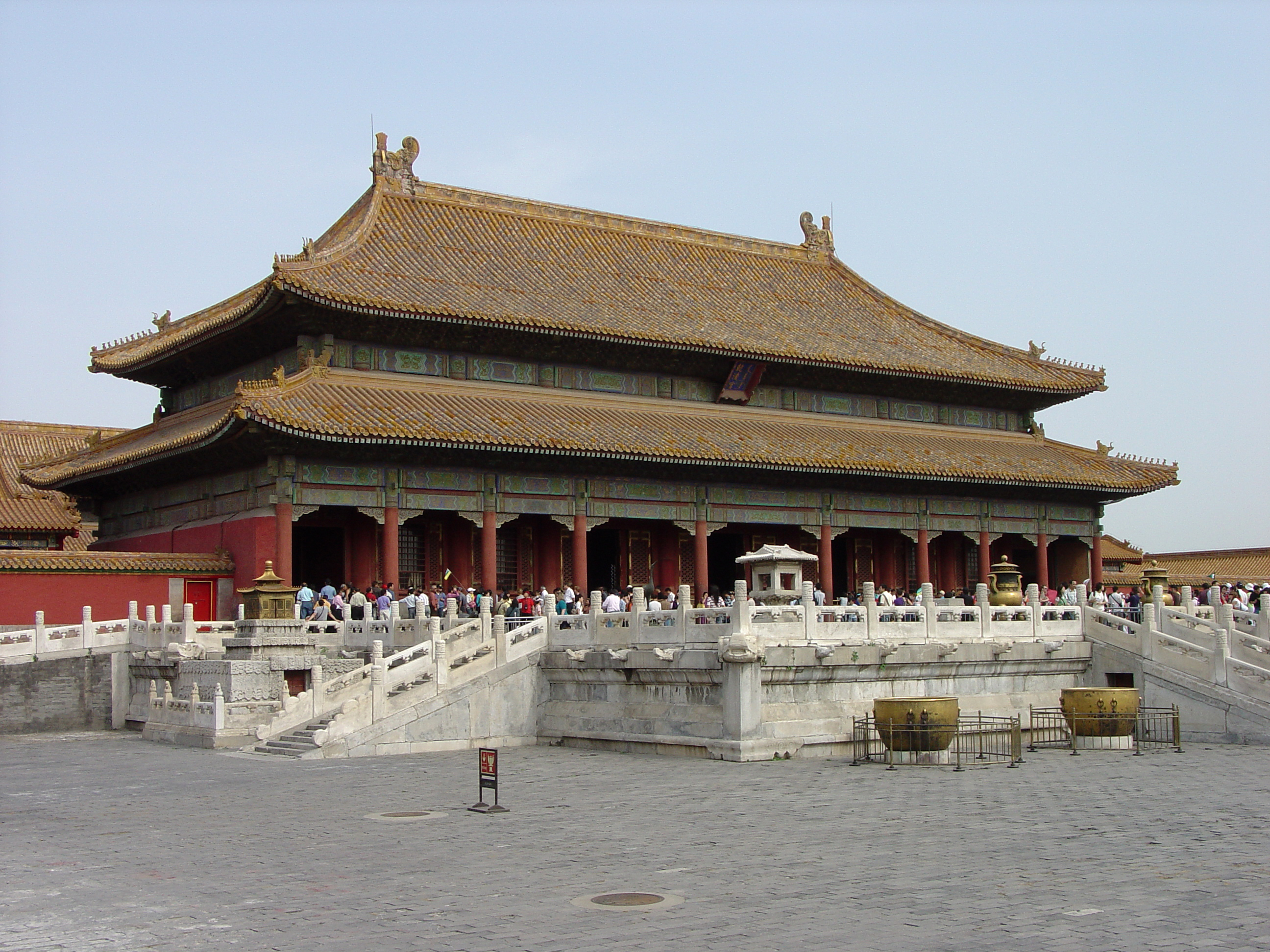
北京故宮，中國明、清兩朝的皇居。
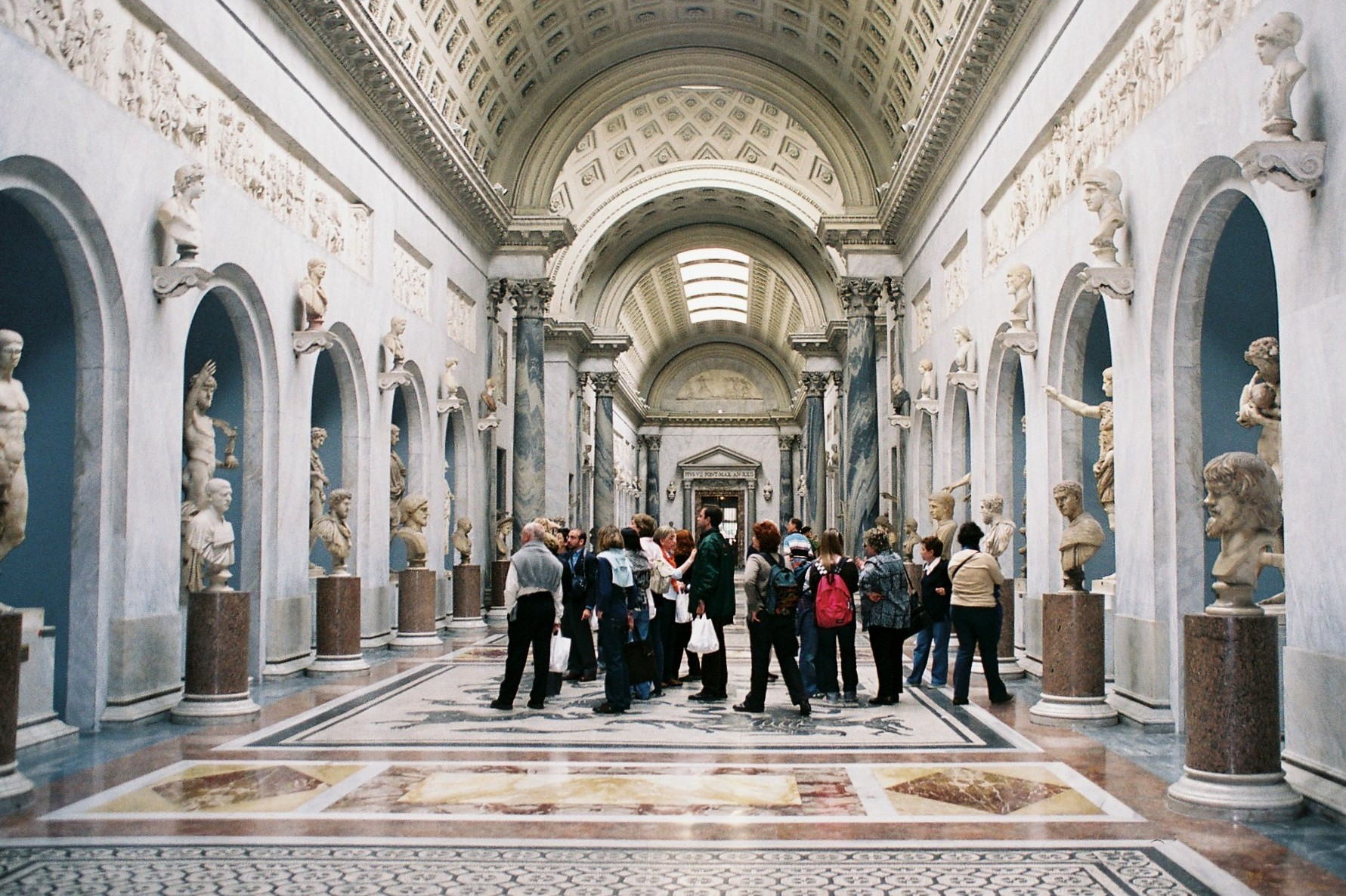
梵蒂岡博物館，世界最著名的博物館之一。
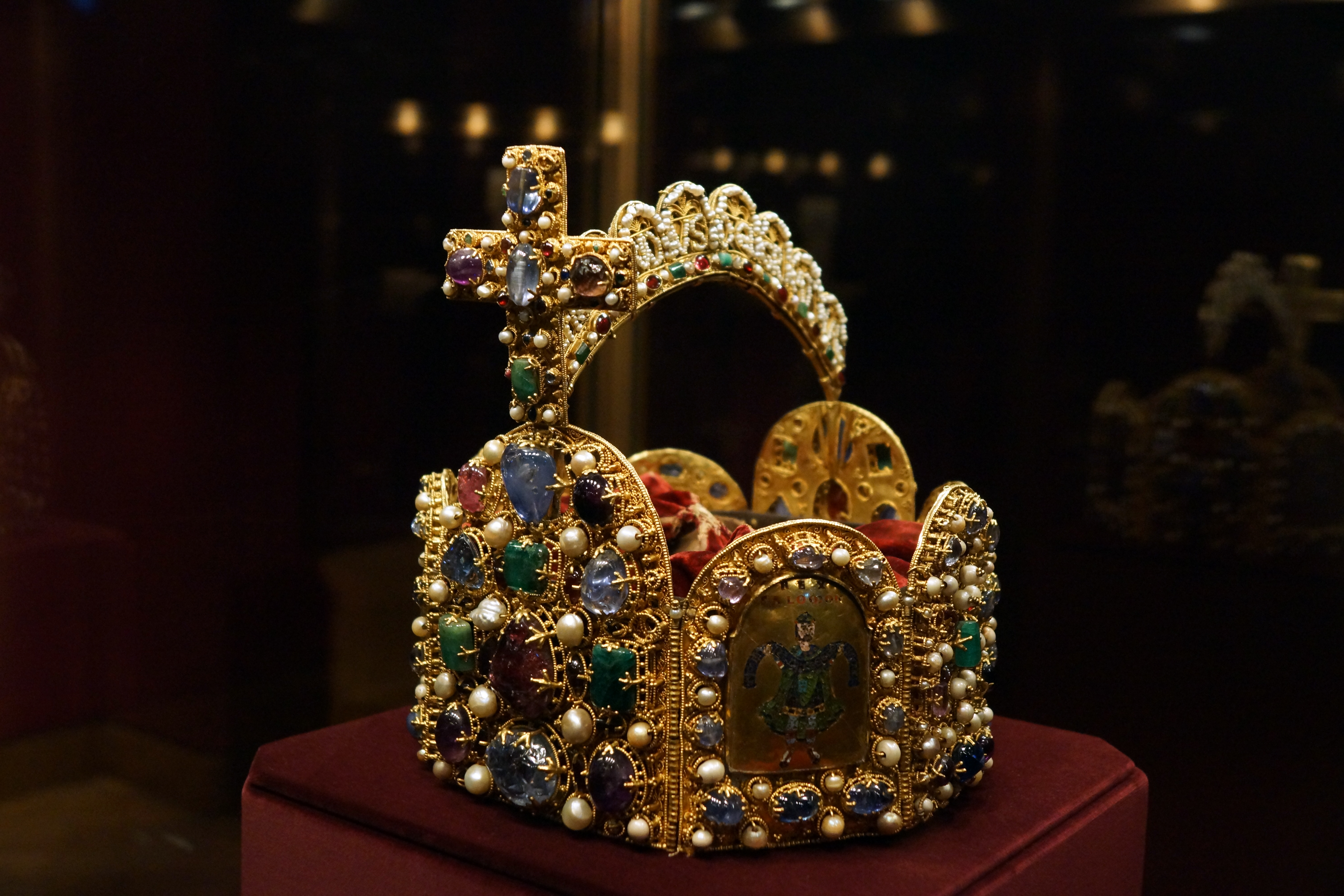
維也納的皇家珍寶館，典藏奧地利皇家寶藏。
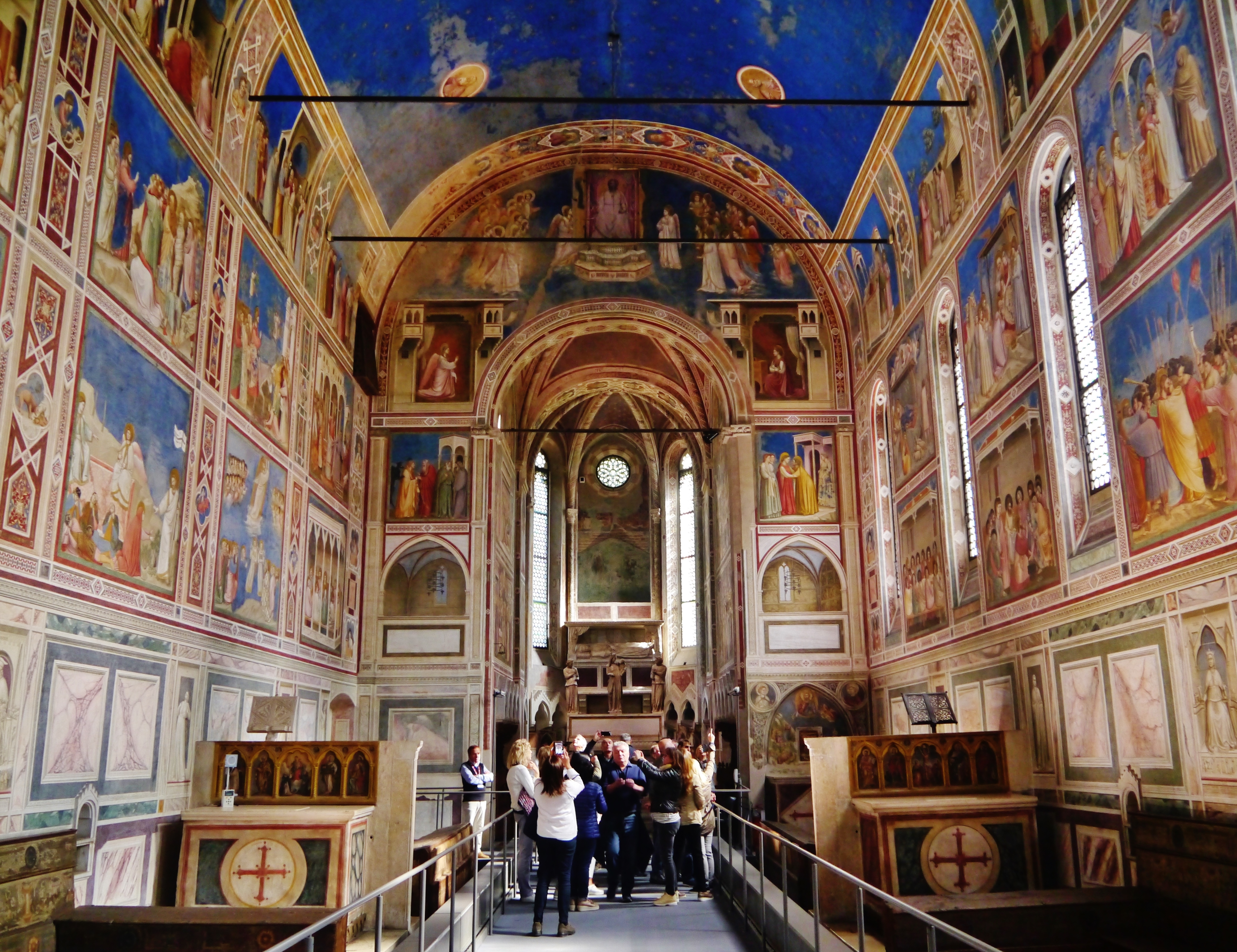
斯克羅威尼禮拜堂，內有意大利文藝復興先驅喬托·迪·邦多納的藝術代表作品。
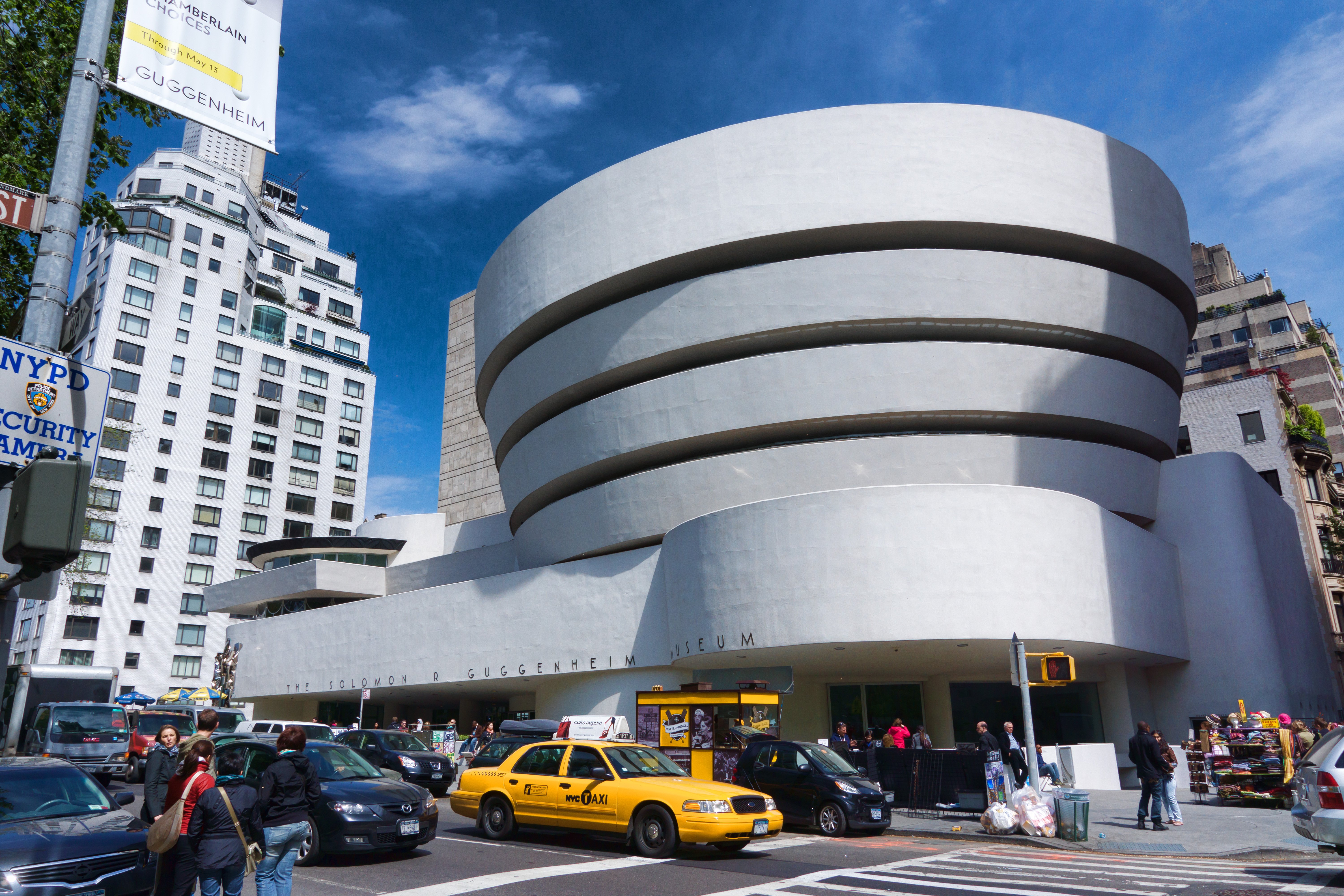
所羅門·古根漢美術館，為紐約一現代藝術博物館，成立於1939年。
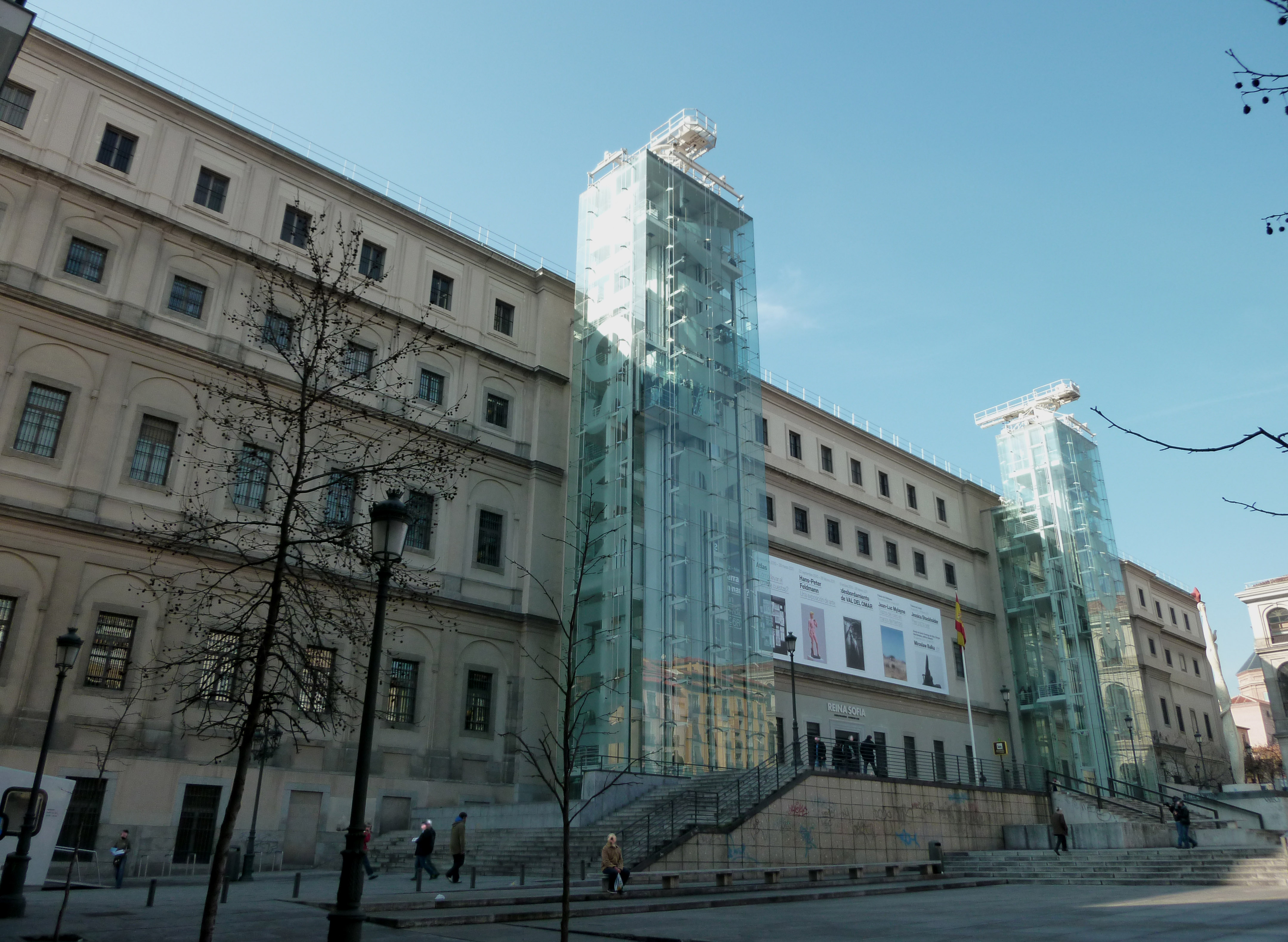
索菲娅王后国家艺术中心博物馆於2017年迎接了389700萬的遊客。

### 新奇景點
新奇景點為，如堪薩斯州考克城的「最大的合股線球」、南達科他州米切爾的玉米皇宫，又或內布拉斯加州阿萊恩斯的巨車陣，透過仿製巨石阵的方式將舊式車輛以石頭代替。這類景點不限於美國中西部，但屬於中西部文化的一部份。

## 旅客目的地
一個旅客的目的地能為一個城市、一個城鎮，又或潛在旅遊收益以外的其他地方，或是「一個標榜遊客登門造訪的國家、地區、城市或城鎮」（"a country, state, region, city, or town which is marketed or markets itself as a place for tourists to visit"）。這些地方或包含一個或以上的旅遊景點及一些潛在的「遊客陷阱」。例如花地瑪城為葡萄牙熱門旅客目的地之一；柬埔寨的暹粒市主要因鄰近吳哥廟而成為當地熱門目的地；而法國第三熱門旅客目的地卢瓦尔河谷則為完美體現「將一地包裝為旅客觀光景點」的表表者，皆因當地知名的盧瓦爾河谷城堡群。
熱帶度假島是以旅遊業為收入來源的島嶼或群島。著名度假島包括加勒比海的巴哈马、印度尼西亚的巴厘岛、泰国的布吉、美國的夏威夷、大平洋的斐濟及地中海的圣托里尼與伊维萨岛。根據美國一份旅遊雜誌於2017年的調查發現，受訪者認為美國以外的首三座最佳島嶼依次為長灘島、宿霧島及巴拉望，皆位於菲律賓；而峇里島則排名第九。
2017年，全球三大熱門旅遊目的地依次為法國、美國及西班牙，而造訪這些國家的旅客總數為約2.34億人，分別對這些國家的国内生产总值帶來8.9%、7.7%及14.9%的貢獻。
從旅遊業供應角度而言，目的地通常從地理政治分界定義，而目的地的商業營銷事宜通常由政府資助進行；而從遊客角度來說，同一個目的地可能有不同的見解。

## 經濟影響
旅遊業對於本土及遊客國家的經濟產生可觀利益。尤其是發展中國家，一個地區的基礎動機是要推廣自身作為一個旅遊目的地乃其期望經濟效益。根據世界旅游组织資料，2000年有6.98億人到外國旅遊，花費超過4780億美元。而國際旅遊收益連同旅客運輸開支目前亦逾5750億美元，令旅遊業成為全球出口創匯行業之首。
一般而言，旅遊景點能夠：
- 為政府財政收益帶來貢獻；直接貢獻包括旅遊經濟及其行業相關就業收入，以及對旅客的直接徵稅，如旅遊稅或離境稅
- 提供就業機會
- 支援棲息地、物種與歷史遺址的保育
- 加速基建投資
- 為本土經濟帶來貢獻
- 提供外匯收入

## 外部連結
- Curlie上的Attractions （页面存档备份，存于）頁面